# Я її кохав, я його кохала

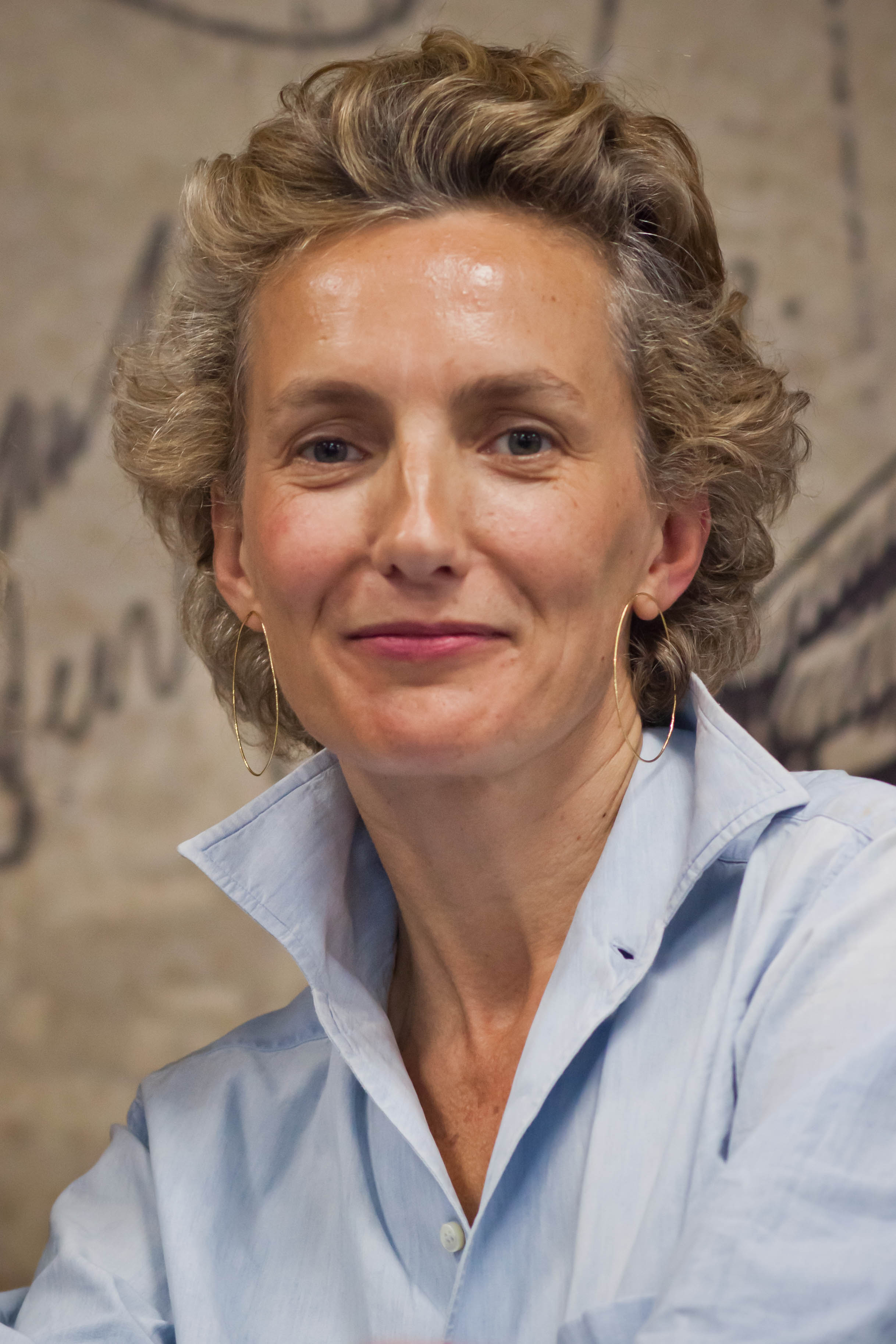
Анна Гавальда, авторка роману

Я її кохав, я його кохала (фр. Je l'aimais) — роман французької письменниці Анни Гавальди, написаний у жовтні 2002 року.

## Тематика роману
Головна тема роману Анни Гавальди — кохання, найгостріші і таємничі грані цього прекрасного і загадкового почуття. Це роман про подружню вірність, про нелегкий вибір, який виявляється доленосним.

## Сюжет
Хлоя і Адріан були щасливою сімейною парою, але з роками їхня любов втратила силу, і шлюб був зруйнований. Адріан залишив сім'ю і пішов до нової коханої. Хлоя дуже важко переживає розлучення і навіть не уявляє, як вона буде сама ростити дітей. На допомогу їй приходить батько Адріана, П'єр, який відвозить невістку в заміський будинок.
З цього починається роман. У заміському будинку П'єр розповідає історію свого кохання, яку приховував довгі роки. Колись він, сам того не бажаючи, закохався в красуню Матильду, хоча був сімейною людиною. П'єр чудово розуміє сина, та анітрохи не виправдовує його. Свого часу він залишився з родиною, як того вимагав обов'язок. Від цього не стали щасливими ні його дружина, ні діти. Матильду з п'ятирічним сином він зустрів через шість років. Він зрозумів, як багато втрачено. Як сім'янин він вчинив правильно, та при цьому програв, як людина, став буквально «живим трупом», і цим занапастив свою дружину.
Фінал роману відкритий. Не зрозуміло, чи заспокоїла розповідь П'єра Хлою. Чи відпустить в душі і простить вона Адріана. Останні слова у романі належать П'єру: «Задам одне питання. Не тобі, не собі, а у простір. Можливо, маленька вперта дівчинка воліла б мати щасливішого батька?»

## Герої

### Хлоя
Головна героїня — вродлива молода жінка, мати двох дітей. Вона переживає зраду чоловіка і розрив шлюбу. Турботи про доньок відволікають жінку від гірких думок, Вона уважна і чутлива. Це дає надію, що жінка знайде сили для пошуків особистого щастя.

### П'єр
П'єр — батько Адріана, який підтримує свою невістку, намагається пережити непростий період.
Хлоя знала свекра як мовчазного і суворого чоловіка. Виявилось, що він турбується і про неї, і про внучок. Він ніколи не займався доамшніми справами, а тепер топить камін, готує вечерю, купує дітям вбрання і іграшки. П'єр пригадує своїх друзів і розповідає історію свого кохання.
Виявилось, що у нього була кохана і є позашлюбний син. П'єр нічого не радить, просто гіркою історією свого життя розповідає, як можна власними руками зіпсувати щастя багатьох людей. «Треба боротися… Робити кожен день маленький крок, мати мужність бути собою, вирішувати, що будеш ща…», — слова чоловіка перериває Хлоя.

## Особливості авторського стилю
Роман поєднує зовнішню простоту з внутрішньою глибиною, тонкий психологізм з бездоганною точністю кожного слова.

## Екранізація
Роман був екранізований навесні 2009 року режисером Ізабель Брайтман. Ролі головних героїв виконали Даніель Отой (П'єр), Марі-Жозе Кроз (Матильда) і Флоранс Луарі (Хлоя).